# Joseph de Finance
Joseph de Finance de Clairbois, né le 30 janvier 1904 à La Canourgue, Lozère (France) et décédé le 28 février 2000 à Rome, était un prêtre jésuite français, philosophe néo-thomiste de renom et professeur à l’université grégorienne de Rome.

## Biographie
Issu d'une famille  de gentilshommes verriers du Bourbonnais installée à La Canourgue en Lozère, Joseph de Finance fait de brillantes études au collège jésuite de Sarlat avant d’entrer dans la Compagnie de Jésus le 9 octobre 1921.
Un long parcours de formation spirituelle, philosophique et théologique le conduit à Vals-près-le-Puy où il obtient un doctorat en philosophie (1928), au théologat des jésuites français, à Enghien (Belgique) où il décroche la licence en théologie (1935) et à l’université grégorienne à Rome où il devient Magister aggregatus pour la philosophie en 1938.  Entre-temps il a été ordonné prêtre le 26 août 1934. Il termine avec un doctorat ès lettres avec une thèse sur l’Être et l’Agir dans la philosophie de Saint Thomas d’Aquin (qui, à cause de la guerre, ne fut défendue qu’en 1943).
Toute la carrière de Joseph de Finance est au service de l’enseignement et la recherche philosophique. Enseignant d’abord au scolasticat de Vals-près-le-Puy (1938-1951) il passe ensuite deux ans à Shembaganur, en Inde du Sud (1951-1953) toujours comme professeur de philosophie, pour finalement être nommé à Rome. De 1954 à 1970 il est professeur ordinaire de philosophie à l’université grégorienne. Il est souvent invité à l’étranger.
Vrai maître à penser, de Finance est disciple de Joseph Maréchal et appartient au mouvement qui donne une nouvelle vie au thomisme, comme école contemporaine de pensée théologique et philosophique acceptant la critique et intégrant les apports modernes de la culture et de la science. Sa pensée est proche de celle d'Étienne Gilson.
Joseph de Finance enseigne dans tous les domaines de la philosophie, que ce soit la métaphysique générale ou la Théodicée, l’Ontologie ou l’histoire de la philosophie, l’Éthique ou philosophie des sciences.
Il garde une préférence pour une étude rapprochée des textes de Saint Thomas.  Promu à l’éméritat à la grégorienne en 1970 il continue à enseigner l’éthique générale et d’autres cours proches du thomisme à l’académie pontificale de Saint Thomas d’Aquin.
Joseph de Finance meurt à Rome le 25 février 2000. Il est inhumé dans le caveau des jésuites à Campo Verano.

## Œuvres
Outre de nombreux articles dans des revues telles que Archives de philosophie, Divus Thomas, Doctor Communis, Gregorianum, Joseph de Finance écrivit d'importants ouvrages :
- Être et agir dans la philosophie de Saint Thomas, 1945.
- Cogito cartésien et réflexion thomiste, 1946.
- Existence et liberté, 1955.
- Essai sur l'agir humain, 1962.
- Connaissance de l'être, 1966.
- Éthique générale, 1967.
- L'affrontement de l'autre, 1973.